# Татишлинський район
Татишли́нський район (рос. Татышлинский район, башк. Тәтешле районы) — адміністративна одиниця Республіки Башкортостан Російської Федерації.
Адміністративний центр — село Верхні Татишли.

## Населення
Населення району становить 22365 осіб (2019, 25159 у 2010, 26803 у 2002).

## Адміністративно-територіальний поділ
На території району утворено 13 сільських поселень, які називаються сільськими радами:
| Поселення                         | Площа, км² | Населення, осіб (2002) | Населення, осіб (2010) | Населення, осіб (2019) | Центр            | Населені пункти |
| --------------------------------- | ---------- | ---------------------- | ---------------------- | ---------------------- | ---------------- | --------------- |
| Акбулатовська сільська рада       | 74,91      | 1081                   | 1014                   | 782                    | Староакбулатово  | 3               |
| Аксаїтовська сільська рада        | 129,44     | 2032                   | 1972                   | 1666                   | Аксаїтово        | 7               |
| Бадряшевська сільська рада        | 107,40     | 1471                   | 1289                   | 1052                   | Бадряшево        | 7               |
| Буль-Кайпановська сільська рада   | 128,36     | 2187                   | 1975                   | 1714                   | Буль-Кайпаново   | 6               |
| Верхньотатишлинська сільська рада | 83,96      | 6412                   | 6696                   | 6849                   | Верхні Татишли   | 3               |
| Кальміяровська сільська рада      | 88,72      | 1198                   | 1104                   | 818                    | Старокальміярово | 5               |
| Кальтяєвська сільська рада        | 87,40      | 1387                   | 1205                   | 1104                   | Кальтяєво        | 5               |
| Кудашевська сільська рада         | 122,70     | 2296                   | 1937                   | 1611                   | Верхньокудашево  | 6               |
| Курдимська сільська рада          | 109,80     | 1970                   | 1915                   | 1682                   | Старий Курдим    | 8               |
| Нижньобалтачевська сільська рада  | 118,92     | 1931                   | 1857                   | 1573                   | Нижньобалтачево  | 11              |
| Новотатишлинська сільська рада    | 71,82      | 1478                   | 1343                   | 1197                   | Нові Татишли     | 4               |
| Шулгановська сільська рада        | 146,57     | 2221                   | 1912                   | 1565                   | Шулганово        | 6               |
| Ялгиз-Наратська сільська рада     | 106,15     | 1139                   | 940                    | 752                    | Ялгиз-Нарат      | 4               |

## Найбільші населені пункти
| №  | Населений пункт | Населення, осіб (2002) | Населення, осіб (2010) |
| -- | --------------- | ---------------------- | ---------------------- |
| 1  | Верхні Татишли  | 6 329                  | 6 645                  |
| 2  | Старий Курдим   | 1 046                  | 1 095                  |
| 3  | Шулганово       | 1 038                  | 925                    |
| 4  | Аксаїтово       | 793                    | 794                    |
| 5  | Верхньокудашево | 913                    | 789                    |
| 6  | Нижньобалтачево | 775                    | 739                    |
| 7  | Буль-Кайпаново  | 707                    | 682                    |
| 8  | Кальтяєво       | 589                    | 573                    |
| 9  | Арібаш          | 667                    | 552                    |
| 10 | Нові Татишли    | 611                    | 550                    |